# Ризик — благородна справа
«Ризик — благородна справа» (рос. «Риск — благородное дело») — радянський художній фільм 1977 року режисера  Якова Сегеля.

## Сюжет
Спортсмен-десятиборець Юрій Русанов (Олександр Михайлов) йде з великого спорту. У той же день він отримує запрошення на зйомки фільму в ролі каскадера. Сумніваючись спочатку, Русанов погоджується. А незабаром з'являється і інша причина, крім роботи, що утримує його на студії.

## У ролях
- Олександр Михайлов —  Юрій Русанов
- Ліліана Альошникова —  Олена
- Вадим Захарченко —  режисер Леонід Альтов
- Марина Дюжева —  Наташа, сестра Русанова
- Олександр Лазарев —  Лістов
- Олександр Вокач —  режисер
- Євген Моргунов — камео
- Люсьєна Овчинникова — камео
- Леонід Канівський — камео
- Ельза Леждей — камео
- Леонід Гайдай — камео
- Ельдар Рязанов — камео
- Семен Фарада —  оператор
- Володимир Грамматиков —  кореспондент
- Тамара Яренко —  білетерка
- Зінаїда Сорочинська —  Лідія Іванівна, монтажер

## Знімальна група
- Режисер — Яків Сегель
- Сценарист — Яків Сегель
- Оператор — Ігор Клебанов
- Композитор — Євген Крилатов
- Художник — Марк Горелик